# Through the Storm (альбом Ареты Франклин)
Through the Storm (с англ. — «Сковь ураган») — тридцать второй студийный альбом американской певицы Ареты Франклин, выпущенный 27 апреля 1989 года на лейбле Arista Records.
Несмотря на успех заглавный трека «Through the Storm», записанного в дуэте с Элтоном Джоном, в чарте Billboard Hot 100, сам альбом не имел коммерческого успеха; он достиг 46-го места в UK Albums Chart и 55-го места в Billboard Top Pop Albums. Второй сингл «It Isn’t, It Wasn’t, It’t Never Gonna Be», дуэт с Уитни Хьюстон, не попал в топ-40 Billboard Hot 100, достигнув 41-го места. Среди других приглашенных артистов были Джеймс Браун, The Four Tops и Кенни Джи.

## Список композиций
| №  | Название                                                              | Автор(ы)                          | Длительность |
| -- | --------------------------------------------------------------------- | --------------------------------- | ------------ |
| 1. | «Gimme Your Love» (дуэт с Джеймсом Брауном)                           | Нарада Майкл Уолден, Джеффри Коэн | 5:19         |
| 2. | «Mercy»                                                               | Сида Гаррет, Глен Баллард         | 4:09         |
| 3. | «He’s the Boy»                                                        | Арета Франклин                    | 4:06         |
| 4. | «It Isn’t, It Wasn’t, It Ain’t Never Gonna Be» (дуэт с Уитни Хьюстон) | Альберт Хаммонд, Дайан Уоррен     | 5:39         |

| №  | Название                                                           | Автор(ы)                         | Длительность |
| -- | ------------------------------------------------------------------ | -------------------------------- | ------------ |
| 5. | «Through the Storm» (дуэт с Элтоном Джоном)                        | Альберт Хаммонд, Дайан Уоррен    | 4:23         |
| 6. | «Think (1989)»                                                     | Арета Франклин, Тед Уайт         | 3:39         |
| 7. | «Come to Me»                                                       | Джин Прайс                       | 3:43         |
| 8. | «If Ever a Love There Was» (совместно с The Four Tops и Кенни Джи) | Памела Филлипс Оланд, Тодд Серни | 4:47         |

## Чарты
| Чарт (1989)                            | Высшая позиция |
| -------------------------------------- | -------------- |
| Великобритания (UK Albums Chart)       | 46             |
| Германия (Offizielle Top 100)          | 61             |
| Норвегия (VG-lista)                    | 11             |
| США (Billboard 200)                    | 55             |
| США (Billboard Top R&B/Hip-Hop Albums) | 21             |
| Швейцария (Schweizer Hitparade)        | 19             |
| Швеция (Sverigetopplistan)             | 17             |